# René-William Thorp
Pour les articles homonymes, voir Thorp.
René-William Thorp est un avocat et homme politique français né le 18 novembre 1898 à Paris 8e et décédé le 4 février 1967 à Paris 4e.

## Biographie
Petit-neveu d'Antonin Dubost, ancien président du Sénat et fils d'un bâtonnier de l'ordre des avocats de Paris, il devient avocat en 1921 et devient premier secrétaire de la conférence de stage en 1924-1925. Il entre en parallèle dans les cabinets ministériels, auprès de Joseph Paul-Boncour et de Fernand Bouisson à la présidence de la Chambre.
En 1935, il est élu conseiller municipal de Bordeaux, puis député radical de la Gironde de 1936 à 1940. Le 10 juillet 1940, il vote les pleins pouvoirs au maréchal Pétain, ce qui lui vaut d'être déclaré inéligible à la Libération.
Il reprend alors ses activités d'avocat et devient bâtonnier de Paris de 1955 à 1957. Il est promu officier de la Légion d'honneur en 1956. Il s'engage dans la cause algérienne, et est l'avocat de François Mitterrand lors de l'affaire de l'Observatoire en 1959. Il échoue aux élections législatives de 1958 et 1962. En 1965, il est président du comité de soutien de François Mitterrand pour l'élection présidentielle.

### Sources
- « René-William Thorp », dans le Dictionnaire des parlementaires français (1889-1940), sous la direction de Jean Jolly, PUF, 1960 [détail de l’édition]
- Pierre Miquel, Les Quatre-Vingts, Ed. Fayard, 1995  (ISBN 2-213-59416-3).